# Paralimnophila fraudulenta
Paralimnophila fraudulenta är en tvåvingeart som beskrevs av Alexander 1924. Paralimnophila fraudulenta ingår i släktet Paralimnophila och familjen småharkrankar. Inga underarter finns listade i Catalogue of Life.